# مطثية السليولوز القلوي
مطثية السليولوز القلوي (الاسم العلمي: Clostridium alkalicellulosi) هي نوع من البكتيريا تتبع جنس المطثية من فصيلة نظيرات المطثية.